# Supervolley Enns
Supervolley Enns – austriacki klub siatkarski z Enns. Obecnie występuje w najwyższej klasie rozgrywek klubowych w Austrii. Od nazwy sponsora przyjął nazwę Cemtec Supervolley Enns.

## Rozgrywki krajowe
| Sezon     | Rozgrywki                 | Osiągnięcie |
| --------- | ------------------------- | ----------- |
| 2006/2007 | Austriacka Liga Siatkówki | 10. miejsce |
| 2007/2008 | Austriacka Liga Siatkówki | 10. miejsce |
| 2008/2009 | Austriacka Liga Siatkówki | 10. miejsce |
| 2009/2010 | Austriacka Liga Siatkówki | 9. miejsce  |

## Rozgrywki międzynarodowe
Klub Supervolley Enns nie występował dotychczas w rozgrywkach międzynarodowych.

## Kadra w sezonie 2009/2010
- Pierwszy trener:  Walter Pellinger
- Drugi trener:  Thomas Artner

| Nr | Imię i nazwisko    | Data ur. | Wzrost | Pozycja      |
| -- | ------------------ | -------- | ------ | ------------ |
| 1  | Stefan Nagy        | 1991     | 194    | rozgrywający |
| 2  | Robert Zoister     | 1970     | 189    | atakujący    |
| 3  | Bernhard Prammer   | 1983     | 198    | środkowy     |
| 4  | Jeff DeMeza        | 1986     | 197    | przyjmujący  |
| 5  | Florian Mairhofer  | 1989     | 196    | atakujący    |
| 6  | Peter Eglseer      | 1990     | 195    | środkowy     |
| 8  | Aleš Marek         | 1970     | 190    | przyjmujący  |
| 9  | Daniel Aichinger   | 1990     | 188    | przyjmujący  |
| 11 | Franz Brandstätter | 1987     | 185    | przyjmujący  |
| 12 | Dimitri Wojakow    | 1989     | 173    | libero       |
| 14 | Florian Schnetzer  | 1989     | 183    | libero       |
| 33 | Daniel Hupfer      | 1983     | 188    | atakujący    |